# 今宮戎神社
今宮戎神社（いまみやえびすじんじゃ）は、大阪市浪速区にある神社。大阪七福神の恵比寿を祀る。商売繁盛の神様「えべっさん」として知られ、毎年1月9日から11日にかけて十日戎（とおかえびす）が開催される。地元では単に「戎神社」と言えば当社のことを指す。旧社格は郷社で、現在は神社本庁の別表神社。

## 歴史

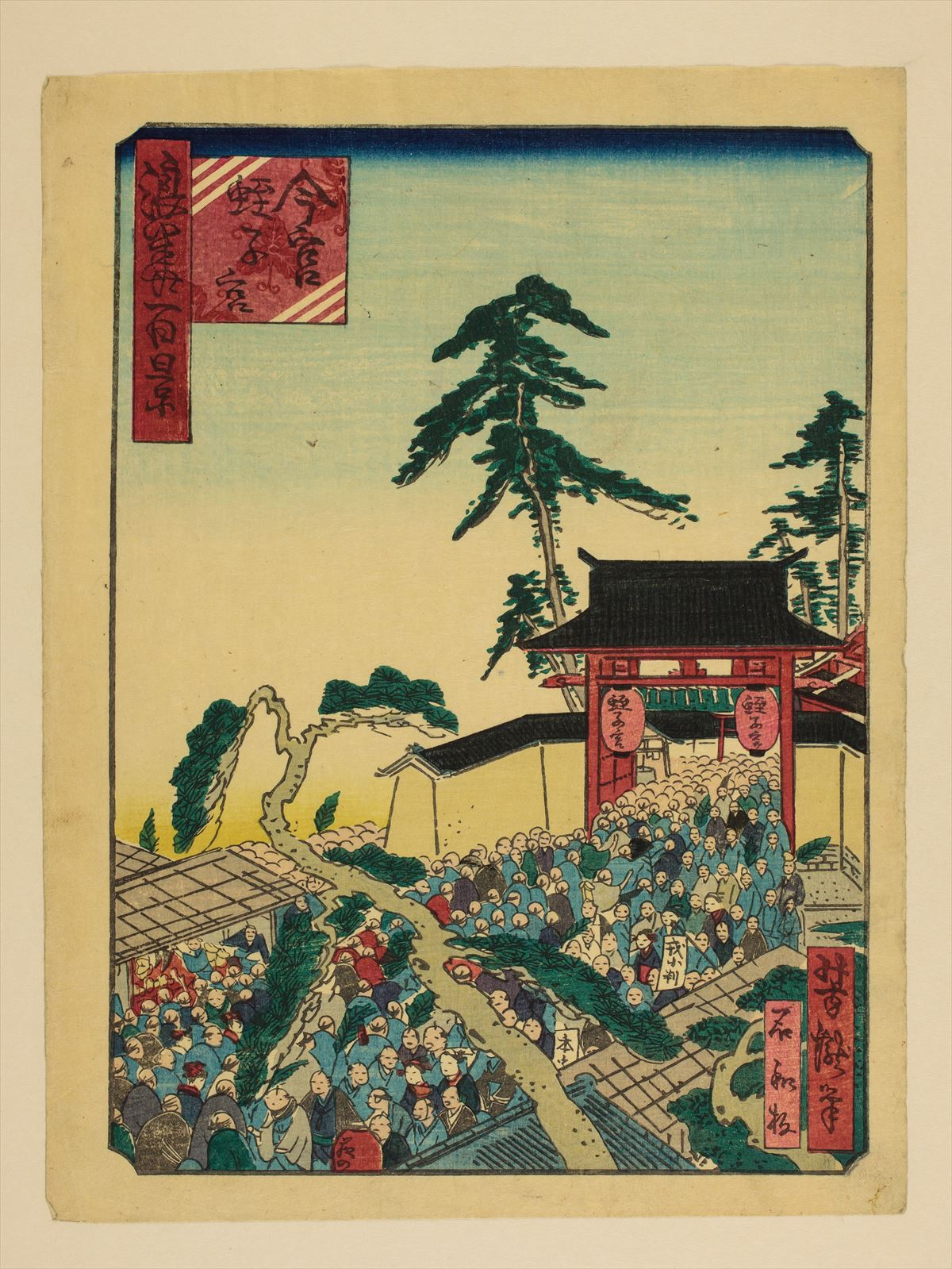
大勢の信者でにぎわう今宮戎
「浪花百景」（江戸時代末期）

推古天皇8年（600年）、聖徳太子が四天王寺を建立する際にその西方の守護神として建立されたと伝えられている。
約170メートル北方に廣田神社 (大阪市) が鎮座しており、関係が深い。なお、兵庫県西宮市においても西宮神社の約2キロメートル北方に廣田神社が鎮座しており、距離は異なるものの同じような位置関係にある（西宮神社は廣田神社の境外摂社として「浜の南宮」などと呼ばれていた時期がある）。
また、京都市東山区の八坂神社は当社の起源を、八坂神社境内社の蛭子社（北向蛭子）を分祀し、八坂神社の氏子が当時は「名呉の浜」などと呼ばれていた今宮に移り住み、現在の地に祀ったことに始まるとしている。その縁起から、双方の神社は交流を続けている。1月8日の献茶祭では、八坂神社御神水奉納式が実施される。なお、今宮は禁裏の御厨に指定されていた漁村で、漁民は御厨子所供御人となっていたが、上洛の際に拝領した家屋が四条油小路にあり、ここが八坂神社の氏地だったことから八坂神社の神人にもなっていた。
慶長年間（1596年 - 1615年）に豊臣秀頼が片桐且元を普請奉行として、当社の社殿の造営を行っている。それと同時に18石の社領を寄進し、禁制札を下賜している。
江戸時代中期に十日戎の祭事が始まる。元禄年間（1688年 - 1704年）には現在と同じ形の十日戎の祭礼が行われるようになった。
1868年（明治元年）3月、神仏分離令が出される。1871年（明治4年）5月14日に社格制度が制定され、当社は郷社に列せられた。
1945年（昭和20年）3月13日・14日に行われた第1回大阪大空襲による大火災で社殿などが焼失する。
戦後に神社本庁の別表神社に加列されている。
1963年（昭和38年）1月には初詣の賽銭に1万円札が登場したことから、高度経済成長の象徴として話題を集めた。
2017年（平成29年）12月8日、祭りなどから暴力団を締め出す「暴力団排除規程」を制定。十日戎の運営や行事に暴力団を関与、利用することを禁止し、神社側の求めに応じて納品業者等に暴力団と無関係であることを示す誓約書の提出を義務付けるものとなった。

## 祭神
- 主祭神 - 天照皇大神、事代主命、素盞嗚尊、月読尊、稚日女尊

中でも事代主神はえびすとして特に信仰を集めている。近世以降は商売繁盛の神として、現在でも篤く信仰される。

## 境内

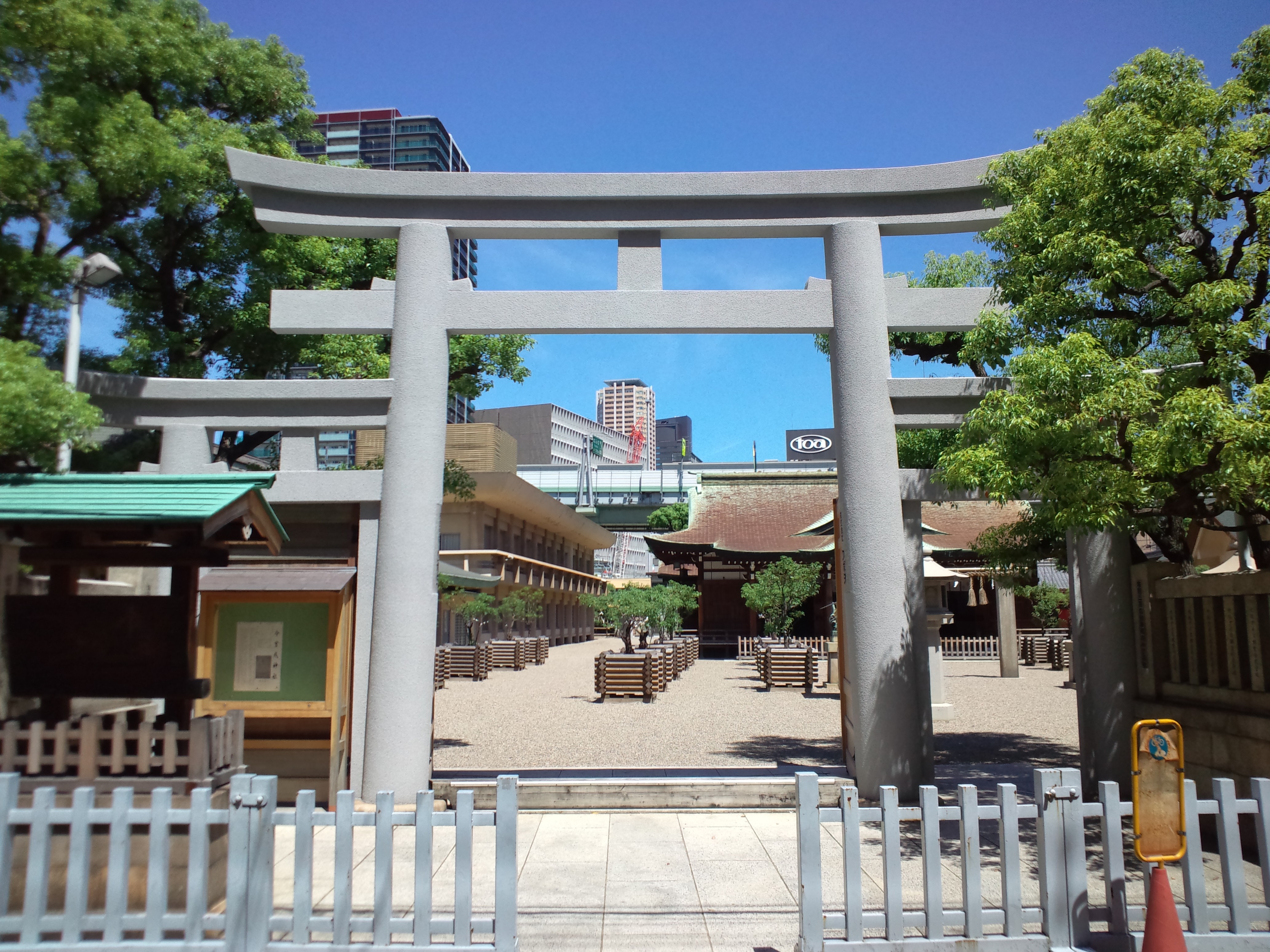
南側入口の三ツ鳥居

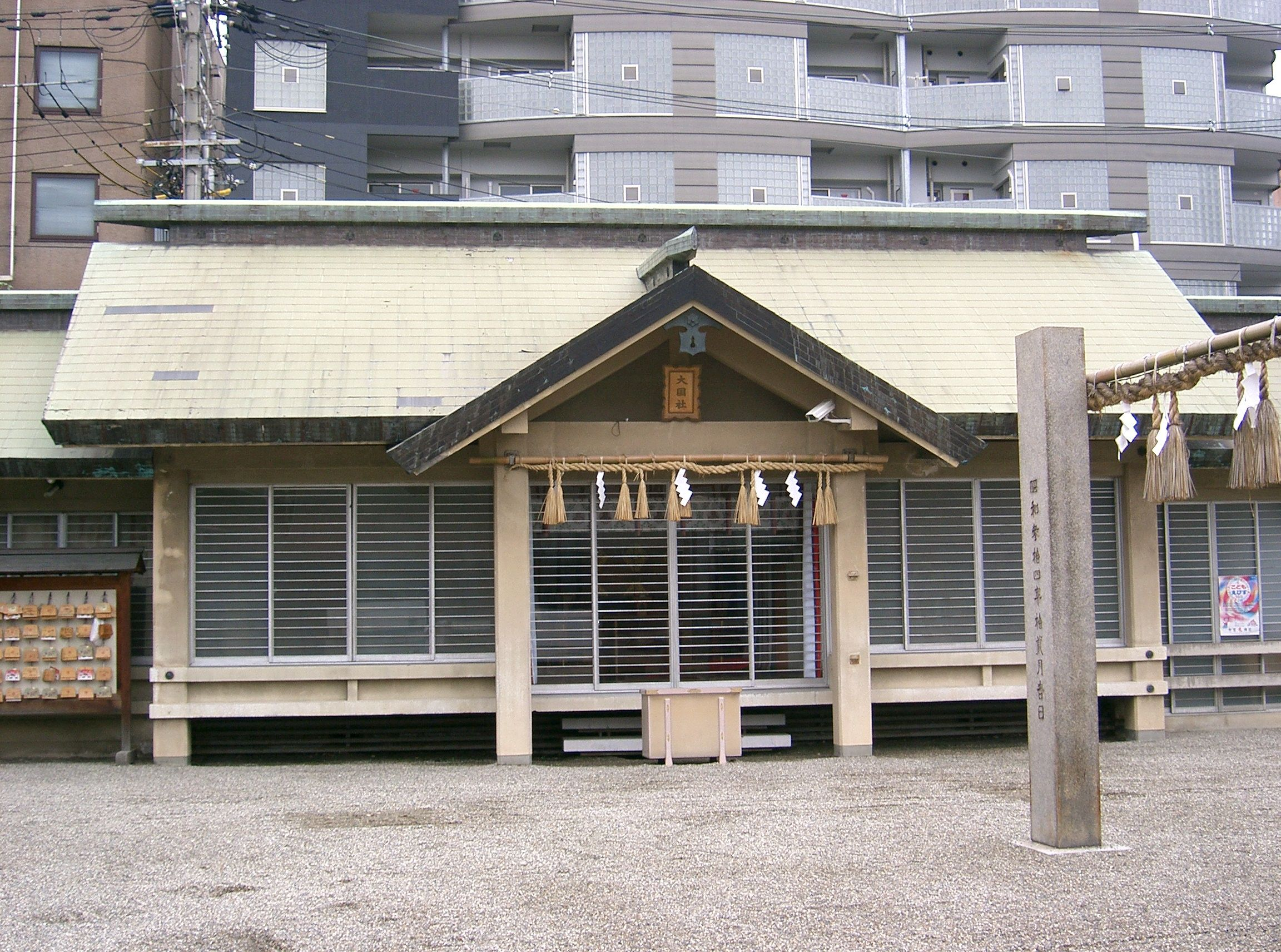
大国社

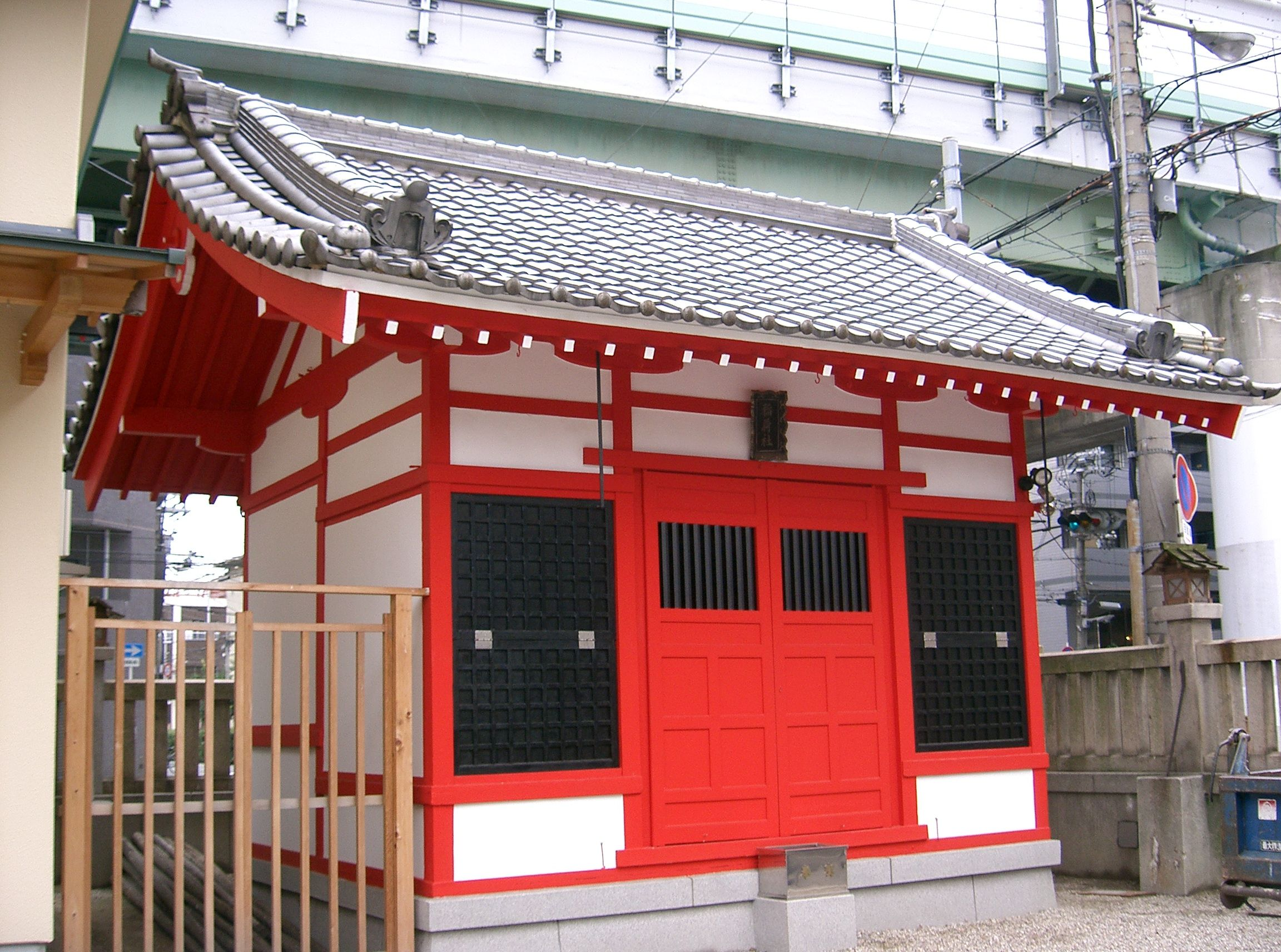
稲荷社

- 本殿 - 1956年（昭和31年）11月再建。
- 拝殿 - 1956年（昭和31年）11月再建。
- 大国社 - 祭神：大国主命、五男三女八柱神。1966年（昭和41年）再建。
- 稲荷社 - 祭神：宇賀御魂神。1966年（昭和41年）再建。
- 神饌所 - 1956年（昭和31年）11月再建。
- 祭器所 - 1956年（昭和31年）11月再建。
- 神楽殿 - 1966年（昭和41年）再建。
- 参集殿 - 1966年（昭和41年）再建。
- 社務所 - 1966年（昭和41年）再建。

## 文化財

### 大阪府指定無形民俗文化財
- 大阪府の十日戎神事

### 大阪市指定有形文化財
- 木造男神坐像
- 木造男神半跏像

## 祭事
- 1月1日：元旦祭

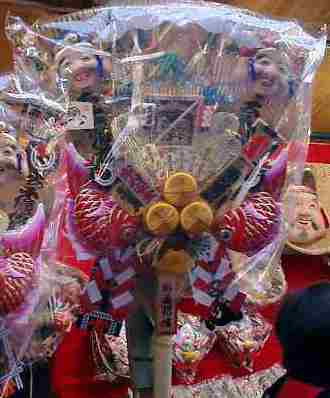
恵比寿・大黒の熊手（縁起物）

- 1月10日（1月9日 - 1月11日）: 例祭（十日えびす）

（9日：宵宮祭〈宵えびす〉、10日：大祭〈本えびす〉、11日：後宴〈残り福〉）
- 2月3日：節分祭
- 2月11日：紀元祭
- 2月17日：祈念祭
- 3月21日：春分祭
- 4月10日：乙姫社初午祭
- 5月3日：憲法記念祭
- 5月5日：童児祭
- 6月30日：大祓式
- 8月2日 - 3日：こどもえびす祭
- 9月23日：秋分祭
- 10月7日：なにわ七幸まつり
- 11月3日：明治祭
- 11月15日：七五三詣
- 11月23日：新嘗祭
- 12月13日：御幣たち・事始
- 12月23日：天長祭
- 12月30日：御煤払
- 12月31日：大祓式・除夜祭

毎月祭事
- 1日：朔日祭
- 10日：月次祭

## 十日戎
江戸時代中期から当社によって、十日戎が盛んになっていったとされる。延宝3年（1675年）の大坂案内「葦分舟」に、当社の十日戎が描かれている。

### 福笹
福笹は、神仏分離以前に建仁寺が鎮守の社とした京都ゑびす神社によって頒布が開始されたもので、「節目正しく真っ直ぐに伸び」「弾力があって折れない」「葉が落ちず常に青々と茂る」といった特徴から、家運隆昌・商売繁盛の縁起物となった。十日戎では、拝殿で福笹を授かり、御札と吉兆（きっちょう）と呼ばれる小宝を付ける風習が続いている。吉兆は、銭叺（ぜにかます）・銭袋・末広・小判・丁銀・烏帽子・臼・小槌・米俵・鯛等の縁起物から成り、十日戎の参拝者は有償で吉兆を自由に選べ、福むすめ（毎年選出）による飾りつけを授与される。
また、金色をした人工の笹に最初から御札・吉兆などがついた金笹（きんささ）と称される授与品がある。

### 授与品
- 今宮戎神社神札（家内安全の神札〈紙札〉）: 1000円
- 三体神符（商売繁昌の神札。開運御守札・金色の小判・福徳守が神札〈紙札〉とともに同封されている。）: 1500円
- 大神符（商売繁昌の神札〈木札〉）: 2000円

神札はいずれも、ストラップのついたビニールケースに封入されており、壁に取り付けたフックに掛けて、吊すことも出来て、神棚がなくてもお祀りできるように便宜が図られている（2016年1月1日現在）。

### 福むすめ
十日戎で奉仕をする満18 - 23歳の女性。毎年公募で選出される。当初は選考会を「ミス福娘コンテスト」と称していて、「福娘」の中から1名を「ミス福娘」に選んでいた時期もあったが、2011年（平成23年）度より「福娘」から「福むすめ」に改称。服部天神宮（大阪府豊中市）が「福娘」の選考に際して先鞭を付けていた「外国人留学生」枠も、2007年（平成19年）度から導入している。
履歴書による書類審査は不備さえなければ応募者の大半が通過する。その後は1次審査、2次審査が行われ、2次審査を通過した者は同日に行われる最終審査に進む。最終的に40名が福娘に選出される。福娘は45名とされているが、うち5人は留学生であるため上記の審査とは別である。かなりの高倍率であり、応募者は毎年3,000人を超える。
過去の経験者からは、1990年（平成2年）の「ミス福娘」であった松井愛をはじめ、進藤晶子・古川圭子・上田悦子・福元英惠・斎藤真美・津田理帆・清水麻椰・橋本和花子・東留伽・黒田みゆ・鷲尾千尋・田中友梨奈といったアナウンサーを輩出している。なお、古川・松井・上田・清水は、大学生として「福娘（福むすめ）」を経験した後に毎日放送へ勤務。清水が入社した2019年（令和2年）以降は、4人とも総合編成局のアナウンスセンターに籍を置きながら、「毎日放送のアナウンサー」として活動している。このような事情から、古川が「ディレクター」として企画や制作にも携わる『コトノハ』（グループ会社のMBSラジオで毎週月曜日に放送されている収録番組）では、十日戎直前の放送回を2023年（令和5年）から4人による「福娘（福むすめ）経験者だけの座談会」に充てている。

### えびす娘
毎年選ばれる福娘選考会の最終審査まで勝ち残った者で、神社での福笹授与を行う。約25名程度。一般の巫女のアルバイトではないので、選出審査を経てのみでしかなることができない。福娘同様に、今宮戎神社の本殿で午前9時 - 午後9時まで1日中参拝者に奉仕する。

## 前後の札所
神仏霊場巡拝の道
44 阿部野神社 - 45 今宮戎神社 - 46 大念仏寺
大阪七福神（恵比寿）
なにわ七幸めぐり
南海沿線七福神（恵比寿）

## 交通
- 南海高野線 今宮戎駅 東30メートル[1]
  - 線路上の所属元である南海本線には駅（ホーム）がなく、和歌山市方面からは新今宮駅での乗り換えとなる。
- Osaka Metro堺筋線 恵美須町駅 西300メートル
- 阪堺電気軌道阪堺線 恵美須町電停 西300メートル
- Osaka Metro御堂筋線・四つ橋線 大国町駅 東450メートル